# Zany Golf
Zany Golf (traducibile come "golf demenziale"), presentato anche come Will Harvey's Zany Golf, è un videogioco di minigolf pubblicato a partire dal 1988 per Apple IIGS, Amiga, Atari ST, MS-DOS e Sega Mega Drive.
Un gioco omonimo è uscito nel 2010 per Wii.

## Modalità di gioco
Possono partecipare da 1 a 4 giocatori umani sullo stesso sistema, lanciando la propria palla a turno.
Il percorso è di 9 buche, organizzate come livelli con visuale isometrica a scorrimento multidirezionale; ogni giocatore dispone di un certo numero di lanci totali, e a ogni livello ne ottiene di aggiuntivi, ma se li esaurisce la partita termina subito per lui.
Tranne che sul Sega Mega Drive, il lancio si effettua solo con il mouse, cliccando la palla e trascinando per determinare forza e direzione.
Ogni buca ha un tema diverso e bizzarro, e spesso sono presenti dispositivi fantasiosi che influenzano il moto della palla e che a volte il giocatore può controllare, ad esempio un livello ha l'aspetto di un flipper gigante dove il giocatore può azionare le alette.

## Critica
La rivista Dragon diede a Zany Golf un voto di 5/5. Mean Machines diede un 74% segnalandone la buona giocabilità e la presentazione, ma il basso numero di buche. Alla versione Amiga Commodore User e Zzap!64 diedero rispettivamente 80% e 81%. MCmicrocomputer 84 apprezzò molto le versioni Amiga e ST, facendo anche descrizioni dettagliate di tutte le buche. Lo stesso fece Commodore Gazette 2 per la versione Amiga, definita bizzarra e divertentissima. Commodore Computer Club 64 lo considerò eccellente, ma considerando un difetto il basso numero di buche. Molte altre recensioni furono generalmente positive.